# Movistar Team Women/Saison 2019
Dieser Artikel beschreibt die Mannschaft und die Siege des Radsportteams Movistar Team Women in der Saison 2019.

## Mannschaft
| Teamkader 2019      | Teamkader 2019   | Teamkader 2019 | Teamkader 2019                            |
| Name                | Geburtsdatum     | Land           | Vorheriges Team                           |
| ------------------- | ---------------- | -------------- | ----------------------------------------- |
| Aude Biannic        | 27. März 1991    | Frankreich     |                                           |
| Roxane Fournier     | 7. November 1991 | Frankreich     | FDJ-Nouvelle Aquitaine-Futuroscope (2018) |
| Mavi García         | 2. Januar 1984   | Spanien        | Bizkaia-Durango (2017)                    |
| Alicia González     | 27. Mai 1995     | Spanien        | Lointek (2017)                            |
| Sheyla Gutiérrez    | 1. Januar 1994   | Spanien        | Cylance (2018)                            |
| Małgorzata Jasińska | 18. Januar 1984  | Polen          | Cylance (2017)                            |
| Lorena Llamas       | 25. Oktober 1987 | Spanien        | Bizkaia-Durango (2017)                    |
| Eider Merino        | 2. August 1994   | Spanien        | Lointek (2017)                            |
| Lourdes Oyarbide    | 8. April 1994    | Spanien        | Bizkaia-Durango (2017)                    |
| Paula Patiño        | 29. März 1997    | Kolumbien      | World Cycling Centre (2018)               |
| Gloria Rodríguez    | 6. März 1992     | Spanien        | Lointek (2017)                            |
| Alba Teruel         | 17. August 1996  | Spanien        | Lointek (2017)                            |
|                     |                  |                |                                           |
| Quelle: UCI         |                  |                |                                           |

Anmerkung: Aude Biannic

## Siege
| Siege    | Siege                                                  | Siege   | Siege  | Siege            | Siege |
| Datum    | Rennen                                                 | Staat   | Klasse | Siegerin         |       |
| -------- | ------------------------------------------------------ | ------- | ------ | ---------------- | ----- |
| 19. Mai  | Vuelta a Burgos Féminas, 4. Etappe                     | Spanien | 2.1    | Lourdes Oyarbide |       |
| 28. Jun. | Spanische Meisterschaften, Einzelzeitfahren der Frauen | Spanien | CN     | Sheyla Gutiérrez |       |
| 29. Jun. | Spanische Meisterschaften, Straßenrennen der Frauen    | Spanien | CN     | Lourdes Oyarbide |       |